# Puchar Billie Jean King
Puchar Billie Jean King, dawniej Fed Cup, Puchar Federacji – drużynowe rozgrywki tenisowe krajowych reprezentacji kobiecych, odpowiednik męskiego Pucharu Davisa.
Rozgrywki odbywają się corocznie pod auspicjami Międzynarodowej Federacji Tenisowej. Początkowo miały formę tygodniowego turnieju, w czasie którego wyłaniano triumfatorki. W 1995 przyjęto zmianę, zbliżającą Puchar Federacji do rozgrywek Pucharu Davisa, z meczami na przemian na własnym terenie i na wyjeździe, w ciągu kilku tygodni całego sezonu, jednocześnie skracając nazwę angielską Federation Cup do Fed Cup. Utworzono na wzór Pucharu Davisa grupy (odpowiednik poziomów), na czele z najwyższą Grupą Światową (zrzeszającą zespoły bezpośrednio walczące o trofeum). W 2020 roku zmagania Grupy Światowej postanowiono rozegrać w formie jednotygodniowego turnieju z dwunastoma zespołami podzielonymi na cztery grupy, których zwycięzcy rywalizują w półfinale i finale o końcowy triumf, ale z powodu pandemii COVID-19 pierwszy turniej finałowy przełożono na rok 2021. W 2020 roku zmieniono również nazwę zawodów, nazywając je imieniem Billie Jean King. Był to pierwszy przypadek nazwania ogólnoświatowych zmagań drużynowych na cześć kobiety.
Jedną z inicjatorek Pucharu była tenisistka i żona trenera australijskiego Harry’ego Hopmana, Nell. Chciała ona w ten sposób rozszerzyć tradycyjną rywalizację zespołów kobiecych Anglii i USA, toczoną od 1923 jako Puchar Wightman.

## Mecze finałowe
| Rok       | Zwyciężczynie     | Wynik | Finalistki        | Finał                    |
| 2024      | Włochy            | 2:0   | Słowacja          | Malaga                   |
| 2023      | Kanada            | 2:0   | Włochy            | Sewilla                  |
| 2022      | Szwajcaria        | 2:0   | Australia         | Glasgow                  |
| 2020–2021 | Rosja             | 2:0   | Szwajcaria        | Praga                    |
| 2019      | Francja           | 3:2   | Australia         | Perth                    |
| 2018      | Czechy            | 3:0   | Stany Zjednoczone | Praga                    |
| 2017      | Stany Zjednoczone | 3:2   | Białoruś          | Mińsk                    |
| 2016      | Czechy            | 3:2   | Francja           | Strasburg                |
| 2015      | Czechy            | 3:2   | Rosja             | Praga                    |
| 2014      | Czechy            | 3:1   | Niemcy            | Praga                    |
| 2013      | Włochy            | 4:0   | Rosja             | Cagliari                 |
| 2012      | Czechy            | 3:1   | Serbia            | Praga                    |
| 2011      | Czechy            | 3:2   | Rosja             | Moskwa                   |
| 2010      | Włochy            | 3:1   | Stany Zjednoczone | San Diego                |
| 2009      | Włochy            | 4:0   | Stany Zjednoczone | Reggio di Calabria       |
| 2008      | Rosja             | 4:0   | Hiszpania         | Madryt                   |
| 2007      | Rosja             | 4:0   | Włochy            | Moskwa                   |
| 2006      | Włochy            | 3:2   | Belgia            | Charleroi                |
| 2005      | Rosja             | 3:2   | Francja           | Paryż                    |
| 2004      | Rosja             | 3:2   | Francja           | Moskwa                   |
| 2003      | Francja           | 4:1   | Stany Zjednoczone | Moskwa                   |
| 2002      | Słowacja          | 3:1   | Hiszpania         | Gran Canaria             |
| 2001      | Belgia            | 2:1   | Rosja             | Madryt                   |
| 2000      | Stany Zjednoczone | 5:0   | Hiszpania         | Las Vegas                |
| 1999      | Stany Zjednoczone | 4:1   | Rosja             | Stanford                 |
| 1998      | Hiszpania         | 3:2   | Szwajcaria        | Genewa                   |
| 1997      | Francja           | 4:1   | Holandia          | ’s-Hertogenbosch         |
| 1996      | Stany Zjednoczone | 5:0   | Hiszpania         | Madryt                   |
| 1995      | Hiszpania         | 3:2   | Stany Zjednoczone | Las Vegas                |
| 1994      | Hiszpania         | 2:1   | Niemcy            | Frankturt                |
| 1993      | Hiszpania         | 3:0   | Australia         | Frankfurt                |
| 1992      | Niemcy            | 2:1   | Hiszpania         | Frankfurt                |
| 1991      | Hiszpania         | 2:1   | Stany Zjednoczone | Nottingham               |
| 1990      | Stany Zjednoczone | 2:1   | ZSRR              | Atlanta                  |
| 1989      | Stany Zjednoczone | 3:0   | Hiszpania         | Tokio                    |
| 1988      | Czechosłowacja    | 2:1   | ZSRR              | Melbourne                |
| 1987      | Niemcy            | 2:1   | Stany Zjednoczone | Vancouver                |
| 1986      | Stany Zjednoczone | 3:0   | Czechosłowacja    | Praga                    |
| 1985      | Czechosłowacja    | 2:1   | Stany Zjednoczone | Nagoja                   |
| 1984      | Czechosłowacja    | 2:1   | Australia         | São Paulo                |
| 1983      | Czechosłowacja    | 2:1   | Niemcy            | Zurych                   |
| 1982      | Stany Zjednoczone | 3:0   | Niemcy            | Santa Clara              |
| 1981      | Stany Zjednoczone | 3:0   | Wielka Brytania   | Tokio                    |
| 1980      | Stany Zjednoczone | 3:0   | Australia         | Berlin Zachodni          |
| 1979      | Stany Zjednoczone | 3:0   | Australia         | Madryt                   |
| 1978      | Stany Zjednoczone | 2:1   | Australia         | Melbourne                |
| 1977      | Stany Zjednoczone | 2:1   | Australia         | Eastbourne               |
| 1976      | Stany Zjednoczone | 2:1   | Australia         | Filadelfia               |
| 1975      | Czechosłowacja    | 3:0   | Australia         | Aix-en-Provence          |
| 1974      | Australia         | 2:1   | Stany Zjednoczone | Neapol                   |
| 1973      | Australia         | 3:0   | Południowa Afryka | Bad Homburg vor der Höhe |
| 1972      | Południowa Afryka | 2:1   | Wielka Brytania   | Johannesburg             |
| 1971      | Australia         | 3:0   | Wielka Brytania   | Perth                    |
| 1970      | Australia         | 3:0   | Niemcy            | Fryburg Bryzgowijski     |
| 1969      | Stany Zjednoczone | 2:1   | Australia         | Ateny                    |
| 1968      | Australia         | 3:0   | Holandia          | Paryż                    |
| 1967      | Stany Zjednoczone | 2:0   | Wielka Brytania   | Berlin                   |
| 1966      | Stany Zjednoczone | 3:0   | Niemcy            | Turyn                    |
| 1965      | Australia         | 2:1   | Stany Zjednoczone | Melbourne                |
| 1964      | Australia         | 2:1   | Stany Zjednoczone | Filadelfia               |
| 1963      | Stany Zjednoczone | 2:1   | Australia         | Londyn                   |

## Reprezentacja Polski
Polska zadebiutowała w rozgrywkach w erze tenisa amatorskiego w 1966 roku, osiągając drugą rundę. Najlepszym wynikiem reprezentacji był półfinał w 2024 roku. Najwięcej zwycięstw w grze pojedynczej i najwięcej zwycięstw łącznie uzyskała Agnieszka Radwańska, natomiast najwięcej zwycięstw w grze podwójnej i najwięcej rozegranych spotkań zaliczyła Alicja Rosolska, która także występowała w największej liczbie edycji zawodów. Najskuteczniejszym deblem była para Klaudia Jans-Ignacik–Alicja Rosolska. Kapitanem drużyny jest Dawid Celt.